# Machadocara dubia
Machadocara dubia là một loài nhện trong họ Linyphiidae.
Loài này thuộc chi Machadocara. Machadocara dubia được František Miller miêu tả năm 1970.